# Плохая судья
Плохая судья (англ. Bad Judge) — американский телесериал, созданный Энн Хеч и Чэдом Калтдженом, о личной жизни и работе судьи Ребекки Райт. Калтджен и Хеч также являются продюсерами вместе с Уиллом Ферреллом, Адамом МакКей, Джилл Собел Мессик, Кевином Месик и исполняющей главную роль Кейт Уолш. Премьера сериала состоялась 2 октября 2014 года на телеканале NBC. После съёмки 10 эпизодов, NBC объявил, что 13-й эпизод будет последним, и сериал закрыт.

## Сюжет
Сериал рассказывает о жизни судьи штата Калифорния Ребекки Райт. У неё необычный стиль работы и странная личная жизнь. В суде Ребекке помогает судебный пристав и её друг Тедвард и опытный судья Эрнандес. Один из её постоянных любовников — судебный психолог Гэри Боид.

## Актёры и персонажи
- Кейт Уолш — судья Ребекка Райт.
- Тоун Бел — Тедвард.
- Райан Хэнсен — Гэри Боид.
- Джон Дьюси — Том Барлоу.
- Мигель Сандовал — Судья Эрнандес.
- Эми Родс — Джуди.

## Отзывы в прессе и критика
Сериал «Плохая судья» получил в основном негативные отзывы. На Rotten Tomatoes рейтинг сериал составляет 20 % (основан на 40 рецензиях), со средним рейтингом в 4,5/10.

## Телевизионные рейтинги
| No. | Название эпизода         | Дата выпуска     | Рейтинг (18-49) | Зрители (миллионы) |
| --- | ------------------------ | ---------------- | --------------- | ------------------ |
| 1   | «Пилот»                  | октябрь 2, 2014  | 1.3/4           | 5.84               |
| 2   | «Метеоритный дождь»      | октябрь 9, 2014  | 1.3/4           | 5.24               |
| 3   | «Храбрая официантка»     | октябрь 16, 2014 | 1.2/4           | 4.68               |
| 4   | «С ножом на перестрелку» | октябрь 23, 2014 | 1.0/3           | 4.39               |
| 5   | «Судья и суд присяжных»  | октябрь 30, 2014 | 0.9/3           | 3.90               |
| 6   | «Лучшее в жизни»         | ноябрь 6, 2014   | 0.9/3           | 3.68               |
| 7   | «Разрыв связи»           | ноябрь 13, 2014  | 0.9/3           | 3.20               |
| 8   | «Кот не в мешке»         | ноябрь 20, 2014  | 0.9/3           | 3.46               |
| 9   | «Мама и шлем»            | декабрь 11, 2014 | 1.1/3           | 3.75               |
| 10  | «Решательница»           | январь 1, 2015   | 0.5/1           | 2.11               |
| 11  | «Голая и напуганная»     | январь 8, 2015   | 0.8/2           | 3.19               |
| 12  | «Взаперти»               | январь 15, 2015  | 0.7/2           | 2.71               |
| 13  | «Дело закрыто»           | январь 22, 2015  | 0.7/2           | 2.85               |